# Новокошкульское сельское поселение
Новокошкульское се́льское поселе́ние — муниципальное образование в Тюкалинском районе Омской области Российской Федерации.
Административный центр — село Новый Кошкуль.

## История
Статус и границы сельского поселения установлены Законом Омской области от 30 июля 2004 года № 548-ОЗ «О границах и статусе муниципальных образований Омской области».

## Население
| 2010 | 2011  | 2012 | 2013 | 2014 | 2015 | 2016 |
| ---- | ----- | ---- | ---- | ---- | ---- | ---- |
| 1017 | ↘1014 | ↘975 | ↘949 | ↘937 | ↘927 | ↘896 |
| 2017 | 2018  | 2019 | 2020 | 2021 | 2023 |      |
| ↘864 | ↘844  | ↘834 | ↘806 | ↗809 | ↘785 |      |

## Состав сельского поселения
| № | Населённый пункт | Тип населённого пункта       | Население |
| - | ---------------- | ---------------------------- | --------- |
| 1 | Кошкуль          | деревня                      | ↘86       |
| 2 | Новый Конкуль    | деревня                      | ↘84       |
| 3 | Новый Кошкуль    | село, административный центр | 657       |
| 4 | Первомайский     | посёлок                      | 70        |
| 5 | Старый Конкуль   | деревня                      | ↘120      |